# Cerkiew św. Szczepana Pierwszego Męczennika w Nehrybce
Cerkiew św. Szczepana Pierwszego Męczennika w Nehrybce – murowana parafialna cerkiew greckokatolicka, znajdująca się w Nehrybce. Obecnie rzymskokatolicki kościół parafialny pw. Niepokalanego Poczęcia Najświętszej Maryi Panny.
Zbudowana w 1885, przebudowana po zniszczeniach w I wojnie światowej w 1926. Cerkiew należała do greckokatolickiego dekanatu przemyskiego.
Po II wojnie światowej przejęta przez kościół rzymskokatolicki.

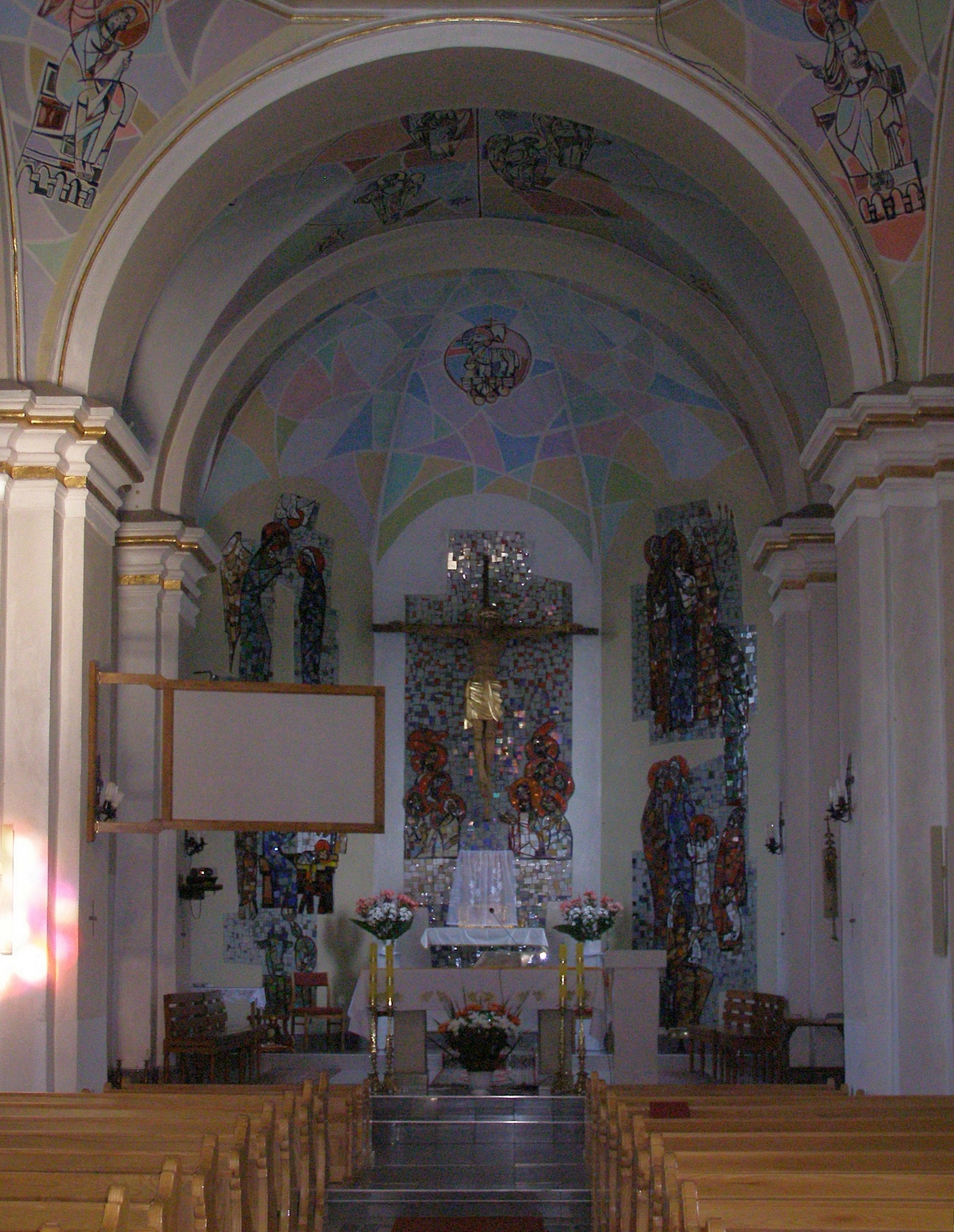
Wnętrze
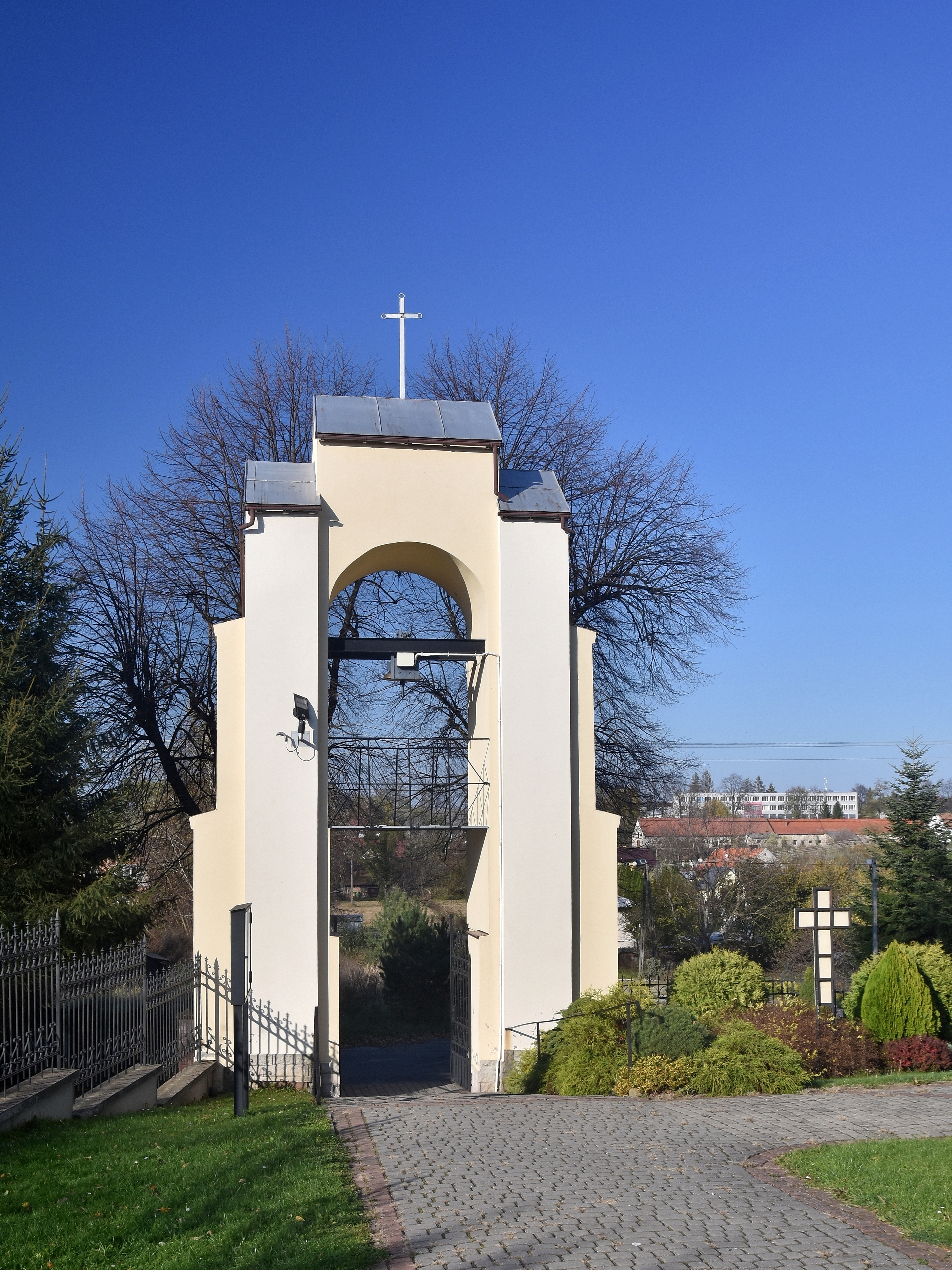
Dzwonnica